# Repeat Offender
| Recensione | Giudizio |
| ---------- | -------- |
| AllMusic   |          |

Repeat Offender è il secondo album in studio del cantante statunitense Richard Marx, pubblicato nel luglio del 1989 dalla Capitol Records. È il lavoro di maggior successo commerciale di Richard Marx ed è l'unico della sua carriera ad aver raggiunto la prima posizione della Billboard 200, superando il successo dell'album precedente. Ha venduto oltre 4 milioni di copie nei soli Stati Uniti, grazie soprattutto a cinque singoli di grande successo nelle classifiche, incluse le due hit Satisfied e Right Here Waiting che arrivarono al primo posto della Billboard Hot 100.

## Storia
Dopo aver girato in tour per quattordici mesi in promozione del suo primo album, Richard Marx ritornò in studio con un numero di canzoni che erano state scritte durante quel periodo. Il secondo album di Marx venne registrato a Los Angeles e sarebbe andato a ottenere ancora più successo dell'album di debutto, scavalcando Prince alla prima posizione della Billboard 200. In pochi mesi è arrivato a essere certificato triplo disco di platino negli Stati Uniti, e alla fine ha venduto oltre 5 milioni di copie nel mondo. Repeat Offender è stato il risultato dell'energia generata da più di un anno e mezzo di vita on the road.
(Richard Marx)
I primi due singoli estratti dal disco, Satisfied e Right Here Waiting, raggiunsero entrambi la vetta della Billboard Hot 100, completando una serie di tre singoli consecutivi arrivati al primo posto in classifica (cominciata con Hold On to the Nights dall'album precedente). Quando il terzo singolo estratto da Repeat Offender, Angelia raggiunse il quarto posto, Marx divenne il primo artista solista maschio a raggiungere la top 5 con i suoi primi sette singoli. Da allora, Right Here Waiting venne reinterpretata diverse volte e ottenne la certificazione di disco di platino, diventando il singolo più venduto della carriera di Marx.
Un'altra canzone dell'album, Children of the Night, fu scritta a sostegno della periferia di Los Angeles (Van Nuys)-organizzazione basata per i fuggitivi. Divenne il sesto singolo estratto dall'album, e tutti i diritti d'autore e i guadagni delle vendite furono devoluti in beneficenza.
Il secondo tour mondiale di Richard Marx ebbe inizio nella primavera del 1989 e toccò Australia, Singapore, Malaysia, Giappone, Europa, Canada, e Stati Uniti, protraendosi fino all'agosto del 1990. Tra i momenti più importanti del tour ci furono un'esibizione alla prestigiosa Royal Albert Hall a Londra e un invito di Tina Turner per delle date in Germania
Marx ebbe anche l'opportunità unica nella vita di eseguire Help! dei Beatles davanti al Muro di Berlino nel tardo 1989. Marx venne anche candidato ai Grammy Awards 1990 nella categoria Miglior interpretazione pop vocale maschile per Right Here Waiting, ricevendo la seconda nomina ai Grammy della sua carriera.

## Tracce
Tutte le canzoni sono state composte da Richard Marx eccetto dove indicato.
1. Nothin' You Can Do About It – 4:43
2. Satisfied – 4:13
3. Angelia – 5:17 (Marx, Fee Waybill)
4. Too Late to Say Goodbye – 4:52
5. Right Here Waiting – 4:23
6. Heart On the Line – 4:43 (Marx, Bruce Gaitsch)
7. Real World – 4:14
8. If You Don't Want My Love – 4:07 (Marx, Waybill)
9. That Was Lulu – 3:43 (Marx, Dean Pitchford) – solo nell'edizione CD
10. Wild Life – 4:08 (Marx, Rick Springfield) – traccia bonus dell'edizione giapponese
11. Wait for the Sunrise – 4:16
12. Children of the Night – 4:45

## Formazione
- Richard Marx – voce, pianoforte
- Steve Lukather, Michael Landau, Bruce Gaitsch, Jon Walmsley, Paul Warren – chitarre
- Michael Omartian – tastiere e pianoforte
- Bill Champlin, Bill Payne – organo Hammond
- Jeffrey (C.J.) Vanston, Bill Cuomo – tastiere
- John Pierce, Randy Jackson, Jim Cliff – basso
- Mike Baird, Prairie Prince, John Keane, J.R. Robinson, Mike Derosier – batteria
- Paulinho da Costa – percussioni
- Larry Williams, Marc Russo, Dave Koz, Tom Scott – sassofono
- Jerry Hey, Gary Grant – trombe
- Bill Champlin, Bobby Kimball, David Cole, Ruth Marx, Bob Coy, John Moore, Cynthia Rhodes, Fee Waybill, Tommy Funderburk, Larry Gatlin, Steve Gatlin, Rudy Gatlin, Terry Williams, Shelley Cole, Don Shelton, Gene Miller, Kevin Cronin – cori
- The Children of the Night – coro in Children of the Night

### Produzione
- Tutte le canzoni sono state arrangiate da Richard Marx, con la collaborazione di Steve Lukather (traccia 1), Jeffrey Vanston (traccia 3), Bruce Gaitsch (traccia 6)
- Prodotto da Richard Marx e David Cole
- Registrato da David Cole; assistito da Peter Doell
- Mixato da David Cole
- Tecnici del suono: Laura Livingston, Mark McKenna, Brian Scheuble, Bob Vogt, Charlie Paakkari, Leslie Ann Jones, Mike Bosley, Jay Lean, David Night, Tom Fouce
- Masterizzato da Wally Traugott

## Classifiche
| Classifica (1989/90) | Posizione massima |
| -------------------- | ----------------- |
| Australia            | 1                 |
| Austria              | 27                |
| Canada               | 1                 |
| Finlandia            | 20                |
| Germania             | 9                 |
| Giappone             | 32                |
| Norvegia             | 10                |
| Nuova Zelanda        | 3                 |
| Paesi Bassi          | 18                |
| Regno Unito          | 8                 |
| Spagna               | 25                |
| Stati Uniti          | 1                 |
| Svezia               | 7                 |
| Svizzera             | 7                 |

## Singoli
| Anno | Titolo                      | Classifica        | Classifica            | Classifica                    | Classifica                       | Classifica             | Classifica |
| Anno | Titolo                      | Billboard Hot 100 | Mainstream Rock Songs | Hot Adult Contemporary Tracks | Billboard Canadian Singles Chart | Official Singles Chart |            |
| ---- | --------------------------- | ----------------- | --------------------- | ----------------------------- | -------------------------------- | ---------------------- | ---------- |
| 1989 | Satisfied                   | 1                 | 5                     | —                             | 2                                | 52                     |            |
| 1989 | Right Here Waiting          | 1                 | —                     | 1                             | 1                                | 2                      |            |
| 1989 | Angelia                     | 4                 | —                     | 2                             | 1                                | 45                     |            |
| 1990 | Nothin' You Can Do About It | —                 | 12                    | —                             | —                                | —                      |            |
| 1990 | Too Late to Say Goodbye     | 12                | 17                    | —                             | 8                                | 38                     |            |
| 1990 | Children of the Night       | 13                | —                     | 6                             | 6                                | 54                     |            |